# Gruver (Iowa)
Gruver és una població dels Estats Units a l'estat d'Iowa. Segons el cens del 2000 tenia 106 habitants.

## Demografia
Segons el cens del 2000, Gruver tenia 106 habitants, 42 habitatges, i 33 famílies. La densitat de població era de 314,8 habitants/km².
Dels 42 habitatges en un 28,6% hi vivien nens de menys de 18 anys, en un 69% hi vivien parelles casades, en un 7,1% dones solteres, i en un 21,4% no eren unitats familiars. En el 14,3% dels habitatges hi vivien persones soles el 7,1% de les quals corresponia a persones de 65 anys o més que vivien soles. El nombre mitjà de persones vivint en cada habitatge era de 2,52 i el nombre mitjà de persones que vivien en cada família era de 2,76.
Per edats la població es repartia de la següent manera: un 21,7% tenia menys de 18 anys, un 9,4% entre 18 i 24, un 24,5% entre 25 i 44, un 29,2% de 45 a 60 i un 15,1% 65 anys o més.
L'edat mediana era de 38 anys. Per cada 100 dones de 18 o més anys hi havia 97,6 homes.
La renda mediana per habitatge era de 38.125 $ i la renda mediana per família de 37.813 $. Els homes tenien una renda mediana de 33.125 $ mentre que les dones 23.750 $. La renda per capita de la població era de 17.766 $. Cap de les famílies i el 2,7% de la població estaven per davall del llindar de pobresa.

## Poblacions més properes
El següent diagrama mostra les poblacions més properes.